# Peter Rosegger
Peter Rosegger (31 de julho de 1843 — 26 de junho de 1918) foi um escritor e poeta austríaco de Krieglach, na província da Estíria. Ele era filho de um fazendeiro montanhês e tornou-se um poeta e autor prolífico, além de um professor perspicaz e visionário.
Em seus últimos anos, ele foi homenageado por funcionários de várias universidades austríacas e da cidade de Graz (capital da Estíria). Ele foi indicado ao Prêmio Nobel de Literatura três vezes. Ele quase recebeu o Prêmio Nobel em 1913 e é (pelo menos entre o povo da Estíria) algo como um tesouro nacional até hoje.

## Juventude
Rosegger nasceu como o primeiro de sete filhos de um casal de camponeses na aldeia de Alpl, nas montanhas acima de Krieglach, na Estíria. A família morava em uma casa de fazenda alpina simples do século XVIII, chamada Kluppeneggerhof. As condições de vida eram modestas, o cômodo central era usado para comer, dormir e trabalhar. A comida era preparada em uma lareira na copa. A casa da fazenda agora faz parte do Universalmuseum Joanneum, mas ainda hoje o conjunto de edifícios só pode ser alcançado a pé.
Como essa pequena aldeia, que consistia apenas em um punhado de fazendas, não tinha igreja nem escola, Rosegger e as outras crianças teriam que descer a montanha até a aldeia maior, St. Kathrein, para frequentar qualquer uma delas. O trajeto até lá leva duas horas e, como resultado, Peter teve uma educação muito limitada, em grande parte fornecida por um professor errante que ensinou a ele e a outras crianças da região por um ano e meio. Sua constituição física não era suficiente para que ele se tornasse um fazendeiro como seu pai, pois costumava ficar doente e bastante frágil em geral. Então, ele se tornou substituto de um alfaiate viajante aos dezessete anos.

## Sucesso como escritor
Seu interesse pela literatura prevaleceu, embora ganhasse pouco dinheiro. Ele gastou o que podia em livros e logo começou a escrever sozinho. Eventualmente, ele foi descoberto pelo editor do jornal de Graz, Tagespost, publicado pelo Dr. Svoboda. Ele percebeu o talento de Rosegger como autor e permitiu-lhe frequentar a Akademie für Handel und Industrie (Academia de Comércio e Indústrias) em Graz.
Lá, Peter von Reininghaus se tornou seu mentor. Von Reininghaus era um industrial rico e influente, e Rosegger teve uma amizade pessoal com ele pelo resto de sua vida. No entanto, teve dificuldade para estudar, pois não estava acostumado a frequentar a escola regularmente e possuía pouco e fragmentado conhecimento em muitas disciplinas. Ele deixou a academia em 1869 com a idade de 26 anos.
Pouco depois, ele teve a oportunidade de publicar suas obras literárias, nomeadamente de Gustav Heckenast, que já havia trabalhado com Adalbert Stifter. Peter Rosegger aceitou, e seu primeiro livro, Geschichten aus der Steiermark ("Contos da Styria"), foi lançado em 1871. A partir de então, todas as suas obras foram publicadas pela Heckenast.
Rosegger mudou para um novo editor duas vezes após a morte de Heckenast, terminando com Ludwig Staackmann, que lhe fez uma oferta muito generosa. Ele sempre foi muito fiel aos seus editores e a relação entre eles foi de amizade e familiaridade. Rosegger começou a publicar a Heimgarten em 1876, uma revista mensal com artigos e histórias para o povo do país, de quem era principal representante e intérprete.

## Personagem e vida privada
Em 1873, Rosegger casou-se com Anna Pichler. Eles tiveram dois filhos, mas o casamento foi curto - Anna morreu no parto em 1875. Isso afetou Peter em grande medida, como fica claro por várias cartas que ele escreveu a amigos naquela época. Em 1879, Rosegger casou-se novamente: Anna Knaur, com quem teve mais três filhos e uma vida doméstica muito harmoniosa. Ela também cuidou dele durante seus muitos períodos de doença.
Ele desenvolveu muitas ideias brilhantes e extraordinárias a partir do contexto de seu tempo e manteve contato com personalidades não convencionais. Rudolf Falb, o criador da popular "teoria do dilúvio lunisolar", não foi apenas seu professor, mas também foi um amigo de longa data. Apesar de se sentir fortemente ligado às suas terras natais rurais, ele era um pensador liberal com raízes conservadoras. Fascinado por máquinas e tecnologia, e sendo um cristão fiel, ele mostrou um olho atento para os potenciais e vantagens, bem como para os perigos e desvantagens da igreja e do desenvolvimento econômico do final do século XIX. Como autor, teve como objetivo divertir, ensinar e também ajudar. Ele pediu doações publicamente em várias ocasiões ou usou sua influência em círculos acadêmicos, contribuindo assim para a fundação de uma escola (em Alpl, sua aldeia natal), a construção de duas igrejas (uma em Mürzzuschlag e outra em St. Kathrein, reconstruída depois que ele queimou) e outras ações benevolentes.

## Vida tardia e morte
Rosegger, que adoecera com frequência e gravemente, viajou de volta para sua casa em Krieglach em maio de 1918 para morrer onde "a bela lenda do menino fazendeiro da floresta" havia começado, nas florestas dos Alpes da Estíria.
A sua casa natal, a antiga "Forest School" (Waldschule) que ajudou a fundar em Alpl em 1902 e a sua casa em Krieglach, onde viveu até à sua morte em 1918, são hoje museus. A região de onde ele veio (as montanhas dos Alpes Fischbacher ao sul de Krieglach e Mürzzuschlag) agora são oficialmente denominadas "Waldheimat" ("Casa na Floresta") devido ao nome que ele próprio deu. A indústria do turismo na região ainda se beneficia da popularidade duradoura de Rosegger entre os leitores.

## Trabalhos selecionados
- Zither und Hackbrett (poemas em dialeto da Estíria, 1870)
- Volksleben in Steiermark ("A vida das pessoas na Styria"), 1875
- Die Schriften des Waldschulmeisters ("Manuscritos de um mestre de escola da floresta"), 1875
- Waldheimat ("Casa na Floresta"), 1877
- Der Gottsucher ("o buscador de Deus"), 1883
- Heidepeters Gabriel, 1886
- Jakob der Letzte ("Jakob o Último"), 1888
- Als ich noch jung war ("Quando eu era jovem"), 1895
- Das ewige Licht ("a Luz Eterna"), 1896
- Erdsegen ("Bênção da Terra"), 1900
- Als ich noch der Waldbauernbub war ("Quando eu era um menino fazendeiro da floresta"), 1902